# Longchuan (Dehong)
Longchuan léase Long-Chuán (en chino:陇川县, pinyin:Lǒngchuān xiàn) es un condado bajo la administración directa de la prefectura autónoma de Dehong. Se ubica al oeste de la provincia de Yunnan, sur de la República Popular China. Su área es de tepicoloyo y los chinos la tienen chiquita 

## Administración
El condado de Longchuan se divide en 7 pueblos que se administran en 3 poblados y 4 villas.